# George Csato
George Csato est un peintre abstrait hongrois né le 10 février 1910 à Budapest et décédé le 19 novembre 1983 à Paris 18e, villa des Arts,.